# Remi Baelden
Remigius Alexander Teofiel (Remi) Baelden (Bulskamp, 19 oktober 1882 - Beerse, 17 oktober 1964) was een Belgisch politicus. Hij was burgemeester van Beerse.

## Levensloop
Baelden was gehuwd met de dochter van voormalig burgemeester van Beerse Eduard Wouters.
Hij was burgemeester te Beerse van 7 januari 1939 tot 31 december 1947. Tijdens de Tweede Wereldoorlog trad August Donckers op als oorlogsburgemeester.